# سكاي تيم
سكاي تيم،(بالإنجليزية: SkyTeam)، هو تحالف طيران عالمي، وثاني أكبر تحالف طيران في العالم، بعد تحالف ستار، يقدم إلى عملائه من شركات الطيران الأعضاء فيه إمكانية استخدام شبكة عالمية مُكثفة تضم وجهات أكثر ومعدل رحلات أكثر وربط أكثر. بإمكان المسافرين أن يكسبوا ويستبدلوا أميال المسافر الدائم في كل شبكة سكاي تيم. شعار التحالف : «أن نرعاك بشكلٍ أفضل.»  تأسس تحالف «سكاي تيم» في عام 2000م من قبل أربع شركات طيران هي إيرو مكسيكو، دلتا إيرلاينز، إير فرانس، كوريان إير.

## تاريخ التحالف
منذ التأسيس انضمت شركات طيران أخرى للتحالف ليصبح مجموع الشركات حالياً (19) شركة طيران عالمية هي إيروفلوت، إيرولينس أرجنتيس، إيرو مكسيكو، طيران أوروبا، إير فرانس، الليتاليا، تشاينا إيرلاينز، تشاينا إيسترن، تشاينا سذرن، تشيك إيرلاينز، دلتا إيرلاينز، كينيا إيرويز، كيه إل إم، كوريان إير، الخطوط الجوية العربية السعودية، تاروم، فيتنام إيرلاينز، وخطوط زيمن الجوية. في شهر سبتمبر عام 2000 م تم الإعلان عن تحالف سكاي تيم للشحن الجوي وهو التحالف الوحيد في مجال الشحن الجوي في العالم.

### فترة التسعينيات
- 1999 قامت الخطوط الجوية الفرنسية وخطوط دلتا الجوية بالتوقيع على اتفاقية إستراتيجية خاصة طويلة الأمد كانت هي بمثابة الحجر الأساس لتحالف عالمي رئيسي.[11]

### فترة الألفية
- 2000
  - إعلان تشكيل «سكاي تيم» قبل أربع شركات طيران هي إيرو مكسيكو، دلتا إيرلاينز، إير فرانس، كوريان إير.[12]
  - الإعلان عن إنشاء أكبر تحالف للشحن الجوي (سكاي تيم للشحن الجوي).
  - أعلن سكاي تيم في أكتوبر بأن كل رحلات سكاي تيم عبر أرجاء منظومة طرق التحالف المكثفة ستكون خالية من التدخين.
- 2001
  - افتتح سكاي تيم المطار الرئيسي للخطوط الجوية الكورية في مطار أنشيون الدولي في سيئول.
  - جرى الترحيب بالخطوط الجوية التشيكية رسمياً خامس عضو في التحالف.
  - في 27 يوليو التحقت الخطوط الجوية الإيطالية بأسطولها المتكون من 166 طائرة حديثة بالتحالف.
  - في نوفمبر أطلق أعضاء سكاي تيم للشحن وهم الخطوط الجوية الفرنسية وخطوط دلتا الجوية والخطوط الجوية الكورية مشروع مبيعات الشحن الجوي المشترك في الولايات المتحدة لغرض توفير مصدر مركزي للحجز والخدمات يمتلك 14 فرعاً في أرجاء الولايات المتحدة بما في ذلك مكاتب إقليمية في أطلانطا وشيكاغو ولوس أنجلس ونيويورك.[13]
- 2002
  - في 17 يناير وافقت وزارة النقل الأمريكية على طلب الأعضاء الأوربيين والأمريكيين في الحصول على حصانة من مكافحة الاحتكار عبر الأطلسي.
  - في 14 مارس قام الأعضاء الأسيويون والأمريكيون من سكاي تيم وهم الخطوط الجوية الكورية وخطوط دلتا الجوية والأعضاء الأوربيين في سكاي تيم بتقديم طلب مشترك للحصول على حصانة من مكافحة الاحتكار لعبر المحيط الهادي.
  - في 10 أبريل أعلن سكاي تيم عن عقد تسويق مع كوكا كولا، وهو الأول من نوعه بين تحالف طيران عالمي وشركة مشروبات. إن شراكة سكاي تيم وكوكا كولا مدعومة من قِبل اتفاقيات فردية بين أعضاء سكاي تيم (الخطوط الجوية المكسيكية الخطوط الجوية الفرنسية والخطوط الجوية الإيطالية والخطوط الجوية التشيكية وخطوط دلتا الجوية والخطوط الجوية الكورية) مع شركات المشروبات بشكلٍ فردي وشركات تعبئة الكوكاكولا المحلية.
  - في 11 أبريل أطلق سكاي تيم حملته الإعلانية «الأيدي الراعية» التي تضمنت نشر إعلانات مطبوعة في مطبوعات رجال الأعمال والمستهلكين في شتى أرجاء العالم وفي مطبوعات تجارية بارزة في أسواق سكاي تيم رئيسية.[14]
  - كان 22 يونيو هو الذكرى الثانية لتأسيس التحالف.
  - موافقة وزارة النقل الأمريكية في 28 يونيو أصبح سكاي تيم أول تحالف طيران عالمي يمتلك الحصانة من مكافحة الاحتكار لمسارات عبر المحيطين الأطلسي والهادي على حد سواء.
  - في يوليو افتتح سكاي تيم منشأة تذاكر مشتركة في مطار ماركو بولو في البندقية - الذي كان عندها أجدد مطار من بين حوالي 50 موقع مشترك إضافي لبيع التذاكر في المطارات والصالات ومكاتب في المدن جرى افتتاحها في شتى أرجاء شبكة التحالف العالمية.
  - في نوفمبر حصل سكاي تيم على المرتبة السنوية الخامسة «أفضل شركة عالمية» من قِبل مجلة (Global Finance magazine).[14]
- 2003
  - في 23 يناير أعلن سكاي تيم عن خطط لتنفيذ (برنامج ارتباط) يتضمن إنشاء مستوى ثاني من العضوية لاختيار ناقلين يستوفون معايير تشغيل وخدمات محددة من أجل توسيع شبكة التحالف.
  - افتتح التحالف منشأة تذاكر مشتركة في مطار بروكسل الوطني في 10 يونيو من أجل خدمة عملاء سكاي تيم بشكلٍ أفضل.
  - في 30 سبتمبر رحب مجلس إدارة سكاي تيم قرار الخطوط الجوية الملكية الهولندية بتقديم طلب للانضمام إلى سكاي تيم.[15]
- 2004
  - في 29 يناير رحب سكاي تيم بنية الخطوط الجوية الروسية إلى الانضمام إلى التحالف، بشرط الحصول على موافقة الحكومة الروسية واستيفاء معايير جودة سكاي تيم.
  - في 12 فبراير وافقت المفوضية الأوربية ووزارة العدل الأمريكية على نية الاندماج بين الخطوط الجوية الفرنسية والخطوط الجوية الملكية الهولندية.
  - في 4 مايو أعلنت الخطوط الجوية الفرنسية والخطوط الجوية الملكية الهولندية عن نجاح (عرض تبادل) الأسهم المشتركة للخطوط الجوية الملكية الهولندية لدى الخطوط الجوية الفرنسية. كما أُعلِن بأن الخطوط الجوية الملكية الهولندية، بالإضافة إلى شركتي كونتينينتال ونورث ويست ستنضمان في سبتمبر 2004 إلى سكاي تيم.
  - في 24 مايو وقع سكاي تيم اتفاق مع الخطوط الجوية الروسية كخطوة أولية في عملية انضمامها كعضو جديد.
  - في يوليو أطلق سكاي تيم بطاقة السفر إلى أمريكا المصممة خصيصاً للمسافرين بداعي الاستجمام إلى وجهات في أمريكا الشمالية والكاريبي.
  - في 28 أغسطس وقع سكاي تيم اتفاق مع الخطوط الجوية الصينية الجنوبية كخطوة أولية في عملية انضمامها كعضو جديد.[16]
- 2005
  - افتتح سكاي تيم منشأة مشتركة الموقع في مطار مكسيكو سيتي الدولي في 17 فبراير وتضم مساحة أكبر ومنظومة مُحسنة لعرض معلومات الرحلات وأماكن واسعة لإيصال المسافرين إلى المطار.
  - في 15 أبريل قام سكاي تيم بتوسيع أجور وعروض بطاقة سافر إلى أوروبا لكي تتضمن شبكات طرق كونتينينتال الجوية والخطوط الجوية الملكية الهولندية وخطوط نورث ويست الجوية.
  - حصل سكاي تيم للشحن على لقب «أفضل تحالف شحن جوي» في احتفال جوائز النقل والتوريد الأسيوية 2005 في 27 أبريل.
  - في 15 مايو انضمت خطوط كونتينينتال الجوية والخطوط الجوية الملكية الهولندية وخطوط نورث ويست الجوية إلى ناقلي سكاي تيم الآخرين في تقديم بطاقة سافر إلى أمريكا.
  - انضمت خطوط نورث ويست الجوية إلى تحالف سكاي تيم للشحن الجوي الفائز بجوائز في 20 أكتوبر، مما جعل عدد أعضاء تحالف الشحن الجوي يرتفع إلى ثمانية ناقلين.
  - في 25 أكتوبر أصبحت شركة فيليبس الملكية للإلكترونيات الهولندية أول شركة توقع عقداً كعميل تجاري لسكاي تيم، مما وفر للشركة بإمكانية الوصول إلى جميع أنحاء العالم وحلول سفر مناسبة لحاجات العميل من خلال عقد واحد فقط مع التحالف.[17]
- 2006
  - أعلن سكاي تيم عن مرشح خامس (كشركة طيران مرتبطة)، وهي الخطوط الجوية اللبنانية في 16 يناير.
  - في 17 يناير تم الإعلان بأن سكاي تيم هو (أفضل تحالف طيران لعام 2005) من قِبل مجلة (Global Traveler Magazine)، استناداً إلى نتائج استفتاء سنوي للقراء.
  - انضمت الخطوط الجوية الروسية رسمياً إلى التحالف في 14 أبريل لتصبح العضو العاشر. وبإضافة الخطوط الجوية الروسية، أخذت شبكة سكاي تيم توفر حوالي 15000 رحلة يومياً مع أكثر من 728 وجهة في أنحاء العالم إلى 373 مسافر سنوياً.
  - في 25 أبريل أعلن سكاي تيم عن إطلاق اجتماعات عالمية، وهو منتج جديد مُصمم من أجل تسهيل عملية تنظيم السفر للاجتماعات الدولية الكبيرة الحجم.
  - أُعلن في 2 يونيو أيضاً بأن سكاي تيم سيصبح التحالف الرسمي لمعرض باريس للطيران 2007.
  - وقع تسعة ناقلين من سكاي تيم في يونيو على مذكرة تفاهم مع (سلطة المطارات البريطانية) من أجل المشاركة في استخدام منشآتها في مبنى المسافرين 4 في مطار هيثرو الدولي في لندن، موفراً توصيلات أسهل وراحة أكثر لحوالي 3.5 مليون مسافر مع سكاي تيم يسافرون من خلال مطار هيثرو الدولي سنوياً.
  - في 28 يونيو وقعت الخطوط الجوية الصينية الجنوبية على (اتفاقية تحالف جوي عالمي) مع سكاي تيم في غوانغزهو.
  - في أكتوبر أعلن أربعة من ناقلي سكاي تيم الذين لديهم رحلات إلى البرازيل عن تشاركهم في استخدام موقع خدماتهم في مطار باولو غوارلهوس الدولي في ساوباولو.[18]
- 2007
  - في 2 فبراير وقع سكاي تيم اتفاقيات مع طيران أوروبا وخطوط كوبا الجوية والخطوط الجوية الكينية تشير إلى أن الناقلين هم على الطريق الصحيح من أجل الحصول على مرتبة شركة الطيران المرتبطة رسمياً.
  - في 4 يونيو قام سكاي تيم بتعيين ليو فان فايك كأول رئيس للتحالف. جرى الإعلان خلال اجتماع مجلس إدارة سكاي تيم في فانكوفر.
  - في 4 سبتمبر أعلن سكاي تيم أسماء أول ثلاثة أعضاء يحصلون على صفة الشركة المرتبطة وهم طيران أوروبا خطوط كوبا الجوية والخطوط الجوية الكينية. يحصل المسافرون الذي يسافرون مع هؤلاء الناقلين على امتيازات سكاي تيم الكاملة، بما في ذلك كسب واستبدال الأميال على الرحلات واستخدام الصالات والمطارات.
  - في 15 نوفمبر أصبحت الخطوط الجوية الصينية الجنوبية العضو الكامل رقم 11 في سكاي تيم.[19]
- 2008
  - في يناير أعلنت الخطوط الجوية المكسيكية وخطوط كونتينينتال الجوية وخطوط دلتا الجوية وشركة الطيران المرتبطة بسكاي تيم خطوط كوبا الجوية عن تشاركها في موقعها في مبنى المسافرين رقم 2 في مطار بنيتو خواريس الدولي في المكسيك.[20]
  - في فبراير أعلن سكاي تيم عن خطة للتشارك في موقع في مطار هيثرو الدولي في لندن وعن إنشاء أول صالة تحمل شعار سكاي تيم.
- 2009
  - في أكتوبر أخذ جميع أعضاء سكاي تيم الذين ينظمون رحلات إلى مطار هيثرو في لندن باستخدام مبنى المسافرين رقم 4 في نموذج مبنى ساي تيم لمسافرين بما في ذلك منطقة تسجيل الدخول ممتازة خاصة فقط بسكاي تيم.
  - في 4 يونيو افتتح سكاي تيم أول صالة له تحمل علامات تجارية مشتركة في مبنى المسافرين 4 في مطار هيثرو في لندن. تبلغ مساحة الصالة المكونة من طابقين أكثر من 1600 متر مربع وتستطيع استيعاب أكثر من 300 مسافر.
  - في أبريل حملت أول طائرة من طراز 767-400 مُشغلة من قِبل خطوط دلتا الجوية الألوان المميزة لتحالف سكاي تيم الجديدة وطارت بين أطلانطا وميلانو. أطلق التحالف الخبر بمناسبة مؤتمر صحفي في ميلانو عقدته لجنة توجيه سكاي تيم بعد اجتماعها الربع سنوي.
  - في يناير بدأ تحالف سكاي تيم عام 2009 باندفاع كبير وكان موقعه جيداً بالنسبة للسنة القادمة. يستمر التحالف في بناء قوته وتعزيز منتجاته التي يقدمها من أجل تلبية توقعات العميل والتفوق عليها.[21]
- 2010
  - في يناير حصل سكاي تيم على جائزة «أفضل تحالف طيران» لعام 2009 من قِبل مجلة (Global Traveler Magazine) للسنة الخامسة على التوالي.
  - في مارس كان سكاي تيم حاضراً بشكلٍ مستمر في معرض (ITB) في برلين. إن (ITB) هو أكبر معرض للسفر والتجارة في العالم ويجتذب عارضين ومتخصصين وزوار ووسائل أعلام من كل قطاعات صناعة السفر والسياحة الدولية.
  - في مارس أعلنت الخطوط الجوية الصينية الجنوبية عن خططها للالتحاق بسكاي تيم للشحن الجوي. ومع توقع استكمال العضوية الكاملة في سكاي تيم للشحن الجوي قبل نوفمبر من هذا العام، ستصبح الخطوط الجوية الصينية الجنوبية أول ناقل صيني ينضم إلى تحالف عالمي للشحن الجوي.
  - في أبريل أعلنت الخطوط الجوية الصينية الشرقية عن نيتها الانضمام إلى تحالف سكاي تيم في 2011.
  - وقعت الخطوط الجوية الأرجنتينية، شركة الطيران الأرجنتينية الوطنية، على اتفاقية للانضمام إلى سكاي تيم في 2012.
  - في يونيو جرى في طقوس احتفالية في هانوي ولاحقاً في بوخارست انضمام الخطوط الجوية الفيتنامية والخطوط الجوية الرومانية رسمياً إلى تحالف سكاي تيم.
  - كان يوم 22 يونيو يوماً بارزاً بالنسبة لسكاي تيم لكونه الذكرى العاشرة لتأسيس التحالف.
  - في سبتمبر أعلنت الخطوط الجوية التايوانية، وهي الناقل الوطني لتايوان.
  - وقعت الخطوط الجوية الإندونيسية، التي هي شركة الطيران الوطنية الإندونيسية اتفاقية للانضمام إلى سكاي تيم في 2012.
  - في نوفمبر أعلنت خطوط شنغهاي الجوية بأنها ستصبح جزءاً من سكاي تيم من خلال الشركة الأم الخطوط الجوية الصينية الشرقية.[22]
- 2011
  - في يناير قامت الخطوط الجوية السعودية، الخطوط الجوية الوطنية السعودية، بالتوقيع على اتفاقية للانضمام إلى سكاي تيم في 2012. بهذا ستكون شركة الطيران العضو الأول في سكاي تيم من منطقة الشرق الأوسط.[23]
  - في فبراير وقعت الخطوط الجوية اللبنانية، الخطوط الجوية الوطنية لبنان، اتفاقية للانضمام إلى سكاي تيم في 2012.
  - في أبريل قام سكاي تيم بتعيين مايكل ويسبورن في منصب مديرها الإداري الجديد اعتباراً من 1 يونيو.
  - في يونيو التحقت الخطوط الجوية الصينية الشرقية رسمياً بسكاي تيم.
  - في سبتمبر رحب أعضاء سكاي تيم بانضمام الخطوط الجوية التايوانية، الخطوط الجوية الوطنية لتايوان.[23]
- 2012
  - في يناير أعلن سكاي تيم عن إدخال أولوية سكاي، وهي سلسلة من خدمات المطار التي تحمل علامة مميزة تُقدم إلى العملاء الذين يحملون بطاقة (Elite Plus) والدرجة الأولى ورجال الأعمال.
  - في مارس أطلق سكاي تيم نسخة جديدة بالكامل من موقعه (Skyteam.biz)، المخصص لصناعة السفر. لقد جرى تحديث الموقع ليبدو مشابهاً للموقع الرسمي (SkyTeam.com)، ويزخر بالمعلومات والأدوات المخصصة للعاملين في مجال السفر.
  - في مايو قام سكاي تيم بتحديث مُخطط السفر حول العالم عبر الإنترنِت فأصبح يضم عدد من المزايا المصممة من أجل جعل حجز رحلة حول العالم مع سكاي تيم أسهل من قبل.
  - في مايو رحب سكاي تيم بالسعودية كالعضو السادس عشر في التحالف. وبذلك تصبح السعودية، شركة الطيران الوطنية للمملكة العربية السعودية، أول عضو في سكاي تيم من الشرق الأوسط وتوفر للتحالف موطئ قدم قوي في هذه المنطقة الهامة اقتصادياً.
  - في يونيو أعلن سكاي تيم عن عدة مبادرات أولوية تركز على ثلاثة مجالات أولوية واضحة هي: إثراء خيارات العملاء، وتقوية الشبكة العالمية، وتحقيق التعاون. ومن بين المبادرات انتقال سكاي (SkyTransfer).
  - في يونيو التحقت الخطوط الجوية اللبنانية بسكاي تيم لتصبح العضو السابع عشر.
  - في أغسطس رحب سكاي تيم بالخطوط الجوية الأرجنتينية كعضوه الثامن عشر.
  - في نوفمبر انضمت خطوط زيامن الجوية إلى تحالف سكاي تيم كالعضو التاسع عشر.[24]
- 2013
  - في 5 أغسطس قام سكاي تيم، تحالف الطيران العالمي، بإدخال تحسينات إضافية على منتج لقاءات عالمية.[25]
  - افتتح سكاي تيم، تحالف الطيران العالمي، اليوم صالته الجديدة في مطار أتاتورك الدولي في إسطنبول.[26]
  - يُطلق سكاي تيم، أسعار تشجيعية لعملائه الذين يخططون للقيام برحلة حول العالم.

## الأعضاء

### الأعضاء والتابعون الحاليون
الأعضاء الحاليون في التحالف اعتبارًا من أغسطس 2023:

### متطلبات العضوية
يجب على شركات الطيران التي تطمح إلى أن تصبح عضو رسمي في سكاي تيم أن تستوفي أولاً المعايير الصارمة للسلامة والجودة وتكنولوجيا المعلوماتية والخدمات. تبلغ متطلبات العضوية أكثر من 100 وتغطي عدة جوانب.
- من بعض الأمثلة عليها:
- التسجيل في (IOSA).
- إمكانية استخدام الصالات.
- الاعتراف ببطاقات عضوية (Elite).

يعمل تحالف سكاي تيم على ضمان الاستمرارية من خلال امتلاكه لفرق من المدققين المتخصصين من شركات الطيران العضو تقوم بإجراء عمليات تدقيق، وتتفحص بالتفصيل ما إذا كان قد جرى استيفاء متطلبات العضوية قبل السماح لشركة الطيران بأن تنضم إلى سكاي تيم.

## امتيازات سكاي تيم

### استخدام الصالات
يتمتع ركاب الدرجة الأولى ودرجة رجال الأعمال في الرحلات الدولية وكذلك أعضاء سكاي تيم في مستوى (Elite Plus) بحق استخدام أغلب الصالات التابعة لأعضاء سكاي تيم في أنحاء العالم.

### حجوزات مضمونة في الرحلات المُباعة بالكامل
يستمتع أعضاء سكاي تيم بمرتبة (Elite Plus) بضمان الحصول على حجز مؤكد في الدرجة السياحية على أي من رحلات سكاي تيم لمسافات بعيدة في جميع أنحاء العالم - حتى لو كانت تذاكر الرحلة مُباعة بالكامل.

### أولوية معالجة الأمتعة
تشير بطاقات الأمتعة الخاصة إلى أن تلك الأمتعة المُسجلة هي لأعضاء سكاي تيم من حاملي بطاقات (Elite Plus)، ويتم تسليمها إلى منطقة استلام الأمتعة سريعا.

### الوزن الإضافي المسموح به
يستفيد أعضاء سكاي تيم الحاملين لبطاقات (Elite) و(Elite Plus) من السماح بوزن إضافي أكثر.
| الدرجة  | Elite             | Elite Plus        |
| ------- | ----------------- | ----------------- |
| بالوزن  | 10 كغم إضافية     | 20 كغم إضافية     |
| بالقطعة | قطعة إضافية واحدة | قطعة إضافية واحدة |

### أولوية تسجيل الدخول
تسجيل الدخول بشكلٍ أسرع. يمكنك تسجيل دخولك من خلال مواقع الأولوية المتواجدة في أغلب المطارات بمجرد تقديمك لبطاقة عضوية المسافر الدائم لدرجتي (Elite) أو (Elite Plus).

### إمكانية اختيار المقاعد المفضلة
تسعى سكاي تيم من أجل تلبية رغبة العميل في اختيار المقعد المفضل اعتماداً على مدى توفرها. وباعتبار المسافر عضو في سكاي تيم وحامل لبطاقة (Elite) أو (Elite Plus)، يمكنه أن يقوم بحجز مقعده من ضمن المقاعد المتوفرة خلال الحجز.

### الأولوية في الصعود
بمجرد عرض بطاقة عضوية برنامج المسافر الدائم لحاملي عضوية (Elite) أو (Elite Plus) يمكنه الصعود إلى الطائرة مبكراً من أجل الحصول على المزيد من الوقت للعثور على مقعد وتخزين الأمتعة اليدوية.

### الأولوية في قائمة الانتظار في المطار
يحصل أعضاء سكاي تيم بمرتبتي (Elite) و(Elite Plus) على الأولوية في قائمة الانتظار للرحلة المطلوبة.

### الأميال المؤهلة للحصول على عضوية (Elite)
يكسب أعضاء سكاي تيم بمرتبتي (Elite) و(Elite Plus) الأميال التأهيلية على كل رحلات شركات طيران سكاي تيم الصالحة لذلك، في جميع أنحاء العالم من أجل الوصول إلى درجة (Elite) في برنامج المسافر الدائم الذي تختاره.

## أولوية سكاي
يقدم سكاي تيم «أولوية سكاي» وهي معاملة خاصة لعملائنا المميزين في كل رحلات التحالف. وهي توحد أكثر امتيازات المطارات خصوصية لكل أعضاء تحالف سكاي تيم البالغ عددهم 19 لتشكل تجربة واحدة متواصلة لكل العملاء الذين يسافرون في الدرجة الأولى أو درجة رجال الأعمال أو هم أعضاء بدرجة (Elite Plus).

### الأخبار الجيدة تنتقل بسرعة
بدأ برنامج أولوية سكاي في 1 مارس 2012 عندما جرى إدخاله لأول مرة في مطار تايبيه تاويوان الدولي. وتم إدخال البرنامج بعد ذلك بفترة قصيرة في أغلب مطاراتنا المحورية في أنحاء العالم مثل أمستردام وأتلانتا وبكين وغوانغزو ونيروبي وباريس وروما وسيئول - والكثير غيرها.

## السفر بسهولة

### المطارات المحورية لسكاي تيم
توفر سكاي تيم انتقالات سريعة وسلسلة للمسافر ولأمتعته بين الرحلات. وتساعد المطارات المحورية لسكاي تيم على جعل هذا التنسيق ممكناً.

### البحث عن الرحلات
يمكن ترتيب خطط سفر تتضمن رحلات مترابطة بسهولة. تقدم للمسافر الجداول المشتركة لمواعيد الرحلات خيارات أكثر وتجعل الانتقال بين الرحلات أسرع وأسهل.

### مواقع سكاي تيم المُشتركة
تقوم سكاي تيم بمراجعة شبكتها التي تغطي العالم بحثاً عن فرص لاكتشاف خدمات مشتركة من أجل تعزيز تجربة سفرك من خلال تقديم انتقالات مريحة أكثر وإجراءات تسجيل دخول متناسقة أكثر.

### الانتقال من خلال أجهزة الخدمة الذاتية
من أجل تسهيل انتقال المسافر، يطور أعضاء تحالف سكاي تيم أجهزة الخدمة الذاتية في عدة منشآت في المطار. فإذا لم يلحق المسافرون برحلتهم اللاحقة، فسوف تسمح لهم هذه الأجهزة بطبع بطاقة صعود جديدة لرحلات بديلة ويحصلون على الاهتمام والمساعدة، مثل قسائم الشراب/الطعام أو الإقامة في فندق عند الحاجة.

## برنامج المسافر الدائم
لا يملك سكاي تيم برنامجاً منفصلاً للمسافر الدائم، ولكن إذا كان المسافر عضواً في برنامج المسافر الدائم لأي من شركات الطيران الأعضاء في تحالف سكاي تيم، فسيكون بامكانه أن يكسب ويستبدل أميال المسافر الدائم على كل الشركات الأعضاء في تحالف سكاي تيم من خلال نفس الحساب.

## المجتمع والبيئة
باعتبارنا «سكاي تيم» تحالفاً بارزاً في صناعة النقل الجوي العالمية، فأنه يدرك بأن العمل على مثل هذا المستوى العالي ينطوي على واجبات ومسؤوليات. ولذلك فقد قامت شركات الطيران العضو في تحالف سكاي تيم بصياغة (بيان الشركات للمسؤولية الاجتماعية).
يتضمن هذا البيان التزامات سكاي تيم. لضمان يؤدي إلى تحقيق مستوى أداء عالي ليس من الناحية المالية فقط، بل من المنظور الاجتماعي والبيئي أيضاً.

## وصلات خارجية
- «سكاي تيم» الموقع الرسمي
- «سكاي تيم» حقائق وأرقام
- «سكاي تيم» لصناعة السفر
- (بيان الشركات للمسؤولية الاجتماعية) الخاص بالمجتمع والبيئة